# 魯夸湖
魯夸湖是坦桑尼亞西南部的鹽鹼湖，位於坦噶尼喀湖和馬拉維湖之間，海拔800米。湖泊面積隨著流入的河流量而變化，2007年魯夸湖長約180公里，平均闊度32公里，總面積5,760平方公里.。1929年，魯夸湖長度只有48公里，而1939年的長度和闊度分別為128公里和40公里。